# メタモルフォーゼ (手塚治虫の漫画)
『メタモルフォーゼ』は、手塚治虫による日本の漫画短編集。

## 概要
表題の通り、メタモルフォーゼ（変身）をテーマとした短編集である。
『月刊少年マガジン』1976年4月号から同年11月号まで連載されたオムニバスの短編6話に、『週刊少年マガジン』1974年4月21日号に掲載された短編『おけさのひょう六』を第7話として加え、1冊となっている。
- 講談社版手塚治虫漫画全集88巻 ISBN 978-4061086883
- 手塚治虫文庫全集140巻 ISBN 978-4063738407
  - 「インセクター」、「インセクター 蝶道は死のにおい」、「夜よさよなら」、「ダリとの再会」を追加収録。

## ザムザ復活
主人公の名前など、フランツ・カフカの短編小説『変身』からの借用が見られる。
あらすじ
野生動物が絶滅の危機に瀕する未来。野生動物保護区では死刑になる犯罪者を世界中から集めては野生動物に改造し、代用とし保護区に放っていた。
ザムザは優秀な飼育員だったが、ライオンに改造された元犯罪者の女性・エレーナと恋に落ちてしまったことを機に、このシステムの非道性に気付くも、所長に捕まり、エレーナを殺害された上、「クズ人間」の烙印を押されてゴミ処理用のイモムシに改造されてしまう。
本来は数か月で死亡するイモムシだったが、ザムザは長生きし、遂には人間だった頃の記憶を取り戻す。やがて数年経ってハチのような巨大な怪虫へと変貌すると所長に復讐を果たすのだった。

## べんけいと牛若
あらすじ
中学生の「べんけい」こと凸卍（でこ まんじ）は巨体と厳つい風貌で周囲からは恐れられていたが、卍の母は少女歌劇団の振付師である関係で幼い頃から少女歌劇団の団員などに囲まれていた影響から、女性ファッションのデザイナーを志望している心優しい少年であった。
ある日、同学年の「牛若」がべんけいに決闘を申し込んでくる。牛若の家庭は男兄弟ばかりであり、身体や性器が小さいことを兄たちからバカにされていたため、男らしさを証明するために決闘を申し込んだのだった。しかし、そのことが発端となって、2人は自分たちが成長するきっかけである1つの事件に巻き込まれることになる。

## 大将軍森へ行く
手塚によれば、本作は半日で執筆したとのことである。
あらすじ
太平洋戦争末期、陸軍南方軍総司令部の雨月大将はベトナムのジャングルの上で輸送機を撃墜されたものの、命を取り留める。
雨月大将はジャングルの中をさまよい、陣地構築のためにイギリス軍に虐殺されたという若い現地民カップルしか住んでいない集落にたどり着き、2人と交流を深める。やがて、2人が結婚をするため、樹を植え替えるという奇妙な儀式を手伝い、仲人を勤めることに。
2人の父親代わりとなった雨月大将の前に、今度は日本軍が現れ、イギリス軍と同じように村を陣地にしようとする。
雨月大将は村が無人であり、2人の正体が自分の植え替えた樹の精霊であることを知るが、父として2人を守るためにただ1人日本軍に戦いを挑む。

## すべていつわりの家
あらすじ
ある日を境に、少年・久は、度々世界が燃え尽きる悪夢に苛まされるようになり、身の回りでも不可思議な現象が立て続けに起こり始める。両親は久をなだめようとするが、久の疑念は次第に大きくなってゆく。
ある日、両親からの紹介で「親戚」と称されるドラコという名前の少女と知り合うも、久はドラコとは全く面識がなかった。久はドラコに誘われて町へ行ったことがきっかけで全ての真実を知ることになる。
人類は神に見捨てられ、既に核戦争の果てに滅び去っており、久はその唯一の生き残りであった。両親やドラコは、神に見捨てられた最後の人間を育てるべく立ち上がった悪魔や妖怪たちが変身していたのだ。

## ウォビット
スター・システムとしてロック・ホームが登場しており、同じくロックと狼男が登場する手塚作品『バンパイヤ』を想起する者も多い。
あらすじ
ロックベルト・トランシルバート男爵という青年が、長年満月の夜にオオカミに襲われて死亡する騒動が多発している地域にある一件の農家を訪ねて来た。
ロックベルトは、農家の住人たちに、その地域に人狼（ウェアウルフ）が生息していると告げ、自分は人狼を倒しに来たことを明かす。
ある満月の夜、彼は遂にその正体を突き止め銀の弾丸で人狼の撃退に成功する。これで事件に一区切り付いたかのように思われたが……。

## 聖なる広場の物語
あらすじ
小鳥たちが住む大木にゴーズとガバ・ガバという2匹の巨大な鳥が住み着くようになった。ゴーズとガバ・ガバは互いに小鳥を守ってやると言い、勢力争いを始めた。
ゴーズとガバ・ガバは「聖なる広場」に行き、そこにある「聖なる砂」という不思議な粉を浴びることで身体を大きくしたり、牙を生やしたり、前足を生やしたり、次第に体も大きくなっていき、ついに己の食料として小鳥たちの卵を差し出すように言い出した。
ここでヒースという大木に住む一羽のヒワが、益々エスカレートしていく2人の横暴さを見かねて遂にゴーズたちに立ち向かうべく強くなる決心をし、表向きはその子分ということになりつつゴーズと共に「聖なる広場」へ向かうが、ヒースはその「聖なる広場」と「聖なる砂」に隠された恐ろしい真実を知ることとなる。